# Lophophora clanymoides
Lophophora clanymoides är en fjärilsart som beskrevs av Heinrich Benno Möschler 1890. Lophophora clanymoides ingår i släktet Lophophora och familjen nattflyn. Inga underarter finns listade i Catalogue of Life.